# ウインズ (映画)
『ウインズ』（原題: Wind）は、1992年製作のアメリカ合衆国・日本の合作映画。
世界最大のヨットレースの大会「アメリカズカップ」をモチーフとした映画。フランシス・フォード・コッポラ製作総指揮。また、山本又一朗がプロデューサーに名を連ねている。セイリング・シーンのテクニカル・アドバイザーに、世界的ヨットマンのピーター・ギルモアが参加している。

## あらすじ
ヨットマンのウィル・パーカーはある日、富豪のモーガンからアメリカズカップのヨット・クルーへの参加を誘われる。かねてから憧れていたアメリカズカップへの出場が実現し、喜ぶウィルは訓練に没頭する。
そこへウィルのパートナーで恋人のケイトが、自分で作った小型ヨットを持ってやって来た。彼女をタクティシャンとして迎えたクルーは力をつけていくが、本番ではウィルがタクティシャンを勤めることになっていたため、ケイトは参加できず、クルーは敗戦してしまう。
半年後、ケイトのもとをウィルが訪れ、4年後のアメリカズカップ再挑戦の意志を伝える。それに興味を持ったハイザーを加え、さらにモーガンの娘アビゲイルから資金の提供を受けて、3人は新しいヨットを製作、アメリカズカップに再挑戦する。

## キャスト
| 役名                 | 俳優                     | 日本語吹替 |
| -------------------- | ------------------------ | ---------- |
| ウィル・パーカー     | マシュー・モディーン     | 堀内賢雄   |
| ケイト・バス         | ジェニファー・グレイ     | 水谷優子   |
| ジョー・ハイザー     | ステラン・スカルスガルド | 牛山茂     |
| モーガン・ウェルド   | クリフ・ロバートソン     | 小林修     |
| アビゲイル・ウェルド | レベッカ・ミラー         | 高島雅羅   |
| ジャック・ネヴィル   | ジャック・トンプソン     | 大宮悌二   |
| ジョージ             | ジェームズ・レブホーン   |            |